# Oleg Walerjewitsch Kotow
Oleg Walerjewitsch Kotow (russisch Олег Валерьевич Котов; * 27. Oktober 1965 in Simferopol, Ukrainische SSR, UdSSR) ist ein ehemaliger russischer Kosmonaut.

## Ausbildung
Von 1982 bis 1988 studierte Kotow an der Militärischen Medizinakademie S.M. Kirow in Sankt Petersburg. Nach seiner Promotion arbeitete er als Arzt am Juri-Gagarin-Kosmonautentrainingszentrum und wurde 1996 als Kosmonautenanwärter ausgewählt.

## Kosmonautentätigkeit
Kotow war in der Ersatzmannschaft für einen Flug zur Raumstation Mir mit Sojus TM-28.
Er wurde für die 15. Langzeitbesatzung der Internationalen Raumstation (ISS) ausgewählt. Als Kommandant von Sojus TMA-10 startete er am 7. April 2007 zur ISS. Er arbeitete als Bordingenieur insgesamt 196 Tage an Bord der Station und landete am 21. Oktober 2007 wieder in der kasachischen Steppe. Die Landung war nicht ganz problemlos, da wahrscheinlich aufgrund eines Computerfehlers der Landepunkt einige hundert Kilometer westlich als vorhergesehen lag.
Zu seinem zweiten Raumflug wurde Kotow im November 2008 eingeteilt. Er war Kommandant des Raumschiffs Sojus TMA-17, das am 20. Dezember 2009 zur ISS startete. Dort arbeitete er bis März 2010 als Bordingenieur der ISS-Expedition 22. Nach dem Abflug von Sojus TMA-16 wurde er Kommandant der ISS-Expedition 23. Die Rückkehr zur Erde erfolgte am 2. Juni 2010.
Kotows dritter Raumflug begann am 25. September 2013, als er im Raumschiff Sojus TMA-10M zusammen mit Sergei Rjasanski und Michael Hopkins zur ISS startete und am Folgetag dort ankoppelte. Er arbeitete zuerst als Bordingenieur der ISS-Expedition 37 und übernahm am 10. November 2013 das Kommando der ISS-Expedition 38. Nach der Rückkehr zur Erde am 11. März 2014 lag er mit 526 Tagen im All auf Platz 13 der Rangliste der erfahrensten Raumfahrer.